# Maréchalerie à pression

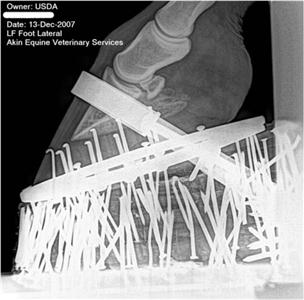
Image aux rayons X montrant le pied d'un Tennessee Walker victime de maréchalerie à pression.

La maréchalerie à pression (en anglais soring) est l'emploi de produits chimiques associés à une forte pression sur les pieds d'un cheval, destiné à provoquer une douleur quand les pieds touchent le sol, ce qui pousse le cheval à les soulever plus haut et plus rapidement. Combinée à des fers sur cale compensés et alourdis, la maréchalerie à pression crée une action spectaculaire des membres antérieurs, recherchée pendant les shows du Tennessee. Cette pratique abusive illégale est essentiellement utilisée sur les chevaux de race Tennessee Walker aux États-Unis. Bien qu'interdite par le Horse protection act de 1970, la maréchalerie à pression continue d'être employée illégalement pour obtenir le mouvement dit du « big lick » chez cette race. D'autres races ont été victimes de cette pratique par le passé, en particulier le Racking horse et le Spotted saddle horse.
Par manque de moyens, seuls 7 % des concours sont contrôlés. En 2013, l’entraîneur Jackie McConnell, dont les pratiques ont été révélées par une vidéo tournée en caméra cachée, a été condamné à un an de prison et vingt ans d'interdiction d'entraîner des chevaux, ce qui met un terme définitif à sa carrière en raison de son âge.